# Black Sheep (film, 2006)
Black Sheep är en nyzeeländsk komedi- och skräckfilm från 2006.
Filmen handlar om ett genforskningsprojekt som går fel och gör de ofarliga fåren till blodtörstiga monster och terroriserar en farm i Nya Zeeland.
Filmen hade svensk biopremiär den 10 augusti 2007.

## Skådespelare
| Skådespelare        | Roll         |
| ------------------- | ------------ |
| Matthew Chamberlain | Oliver       |
| Oliver Driver       | Grant        |
| Tammy Davis         | Tucker       |
| Peter Feeney        | Angus        |
| Tandi Wright        | Dr Rush      |
| Mick Rose           | Mike         |
| Nathan Meister      | Henry        |
| Danielle Mason      | Experience   |
| Eli Kent            | Young Oliver |

## Priser
| Pris               | År   | Var                     |
| ------------------ | ---- | ----------------------- |
| Audience Award     | 2007 | Gérardmer Film Festival |
| Special Jury Prize | 2007 | Gérardmer Film Festival |